# Chart afgański
Chart afgański – rasa psa zaliczana do grupy chartów, charakteryzująca się długą, jedwabistą sierścią, wyhodowana prawdopodobnie kilka tysięcy lat temu na obszarze obecnego Afganistanu, użytkowana pierwotnie jako pies myśliwski, stróżujący i obronny, obecnie również jako pies wyścigowy, ozdobny i pies-towarzysz. Chart afgański określany jest czasem nazwą tazy, używaną obecnie dla charta środkowoazjatyckiego. Typ chartowaty. Nie podlega próbom pracy.

## Rys historyczny
Jest to jedna z najstarszych ras psów, zaliczana do psów pierwotnych, zwana czasem psem kabulskim. Powstała w górach Afganistanu, gdzie psy te były użytkowane jako psy myśliwskie i pasterskie. Powstanie rasy datuje się na czasy przed naszą erą. Ich wizerunki znane są z kamiennych rzeźb pochodzących z około 2200 p.n.e. Pierwotnie używane były do polowań na wilki, lisy i gazele, a także do pilnowania i obrony stad. Rasa występowała w 3 odmianach, z których długowłosa dała początek dzisiejszym chartom afgańskim. W obrębie rasy wyhodowano 2 typy: pustynny (bell murray) oraz górski (ghazni). Zmniejszające się zainteresowanie rasą pustynną doprowadziło do zaprzestania jej hodowli.
Oryginalna nazwa rasy w języku paszto – tazi lub tażi – ma prawdopodobnie związek z nazwą rosyjskiej rasy tasy (bliskość południowej Rosji i Afganistanu przemawia za wspólnym początkiem obu ras). Uznając rasę za dobro narodowe, Afgańczycy nie zezwalali na eksport psów poza kraj – dopiero na początku XX wieku rasa trafiła do Anglii (w 1907) i innych krajów Europy oraz do USA.

## Klasyfikacja
W klasyfikacji FCI rasa ta została zaliczona do grupy X – charty, sekcja chartów długowłosych.
Rasa jest zarejestrowana od 1930 roku w AKC i CKC.

## Wygląd

### Szata i umaszczenie
Umaszczenie różne – według wzorca rasy wszystkie maści są dopuszczalne, niepożądane są jedynie białe znaczenia (choć bywają egzemplarze całkowicie białe), zwłaszcza na głowie; często występuje czarna lub ciemna maska; charakterystyczne są długa grzywka na głowie i krótki ogon zwinięty przy końcu w pierścień. Sierści chartów afgańskich używano do wyrobu delikatnych szali.

### Głowa
Długa, nie za wąska.

### Uszy
Nisko osadzone, noszone płasko przy głowie, porośnięte długim, jedwabistym włosem.

### Ogon
Niezbyt krótki, nisko osadzony, zakończony charakterystycznym pierścieniem.

## Zachowanie i charakter
Niezależny pies, cichy w domu, ale szybki i czynny na wolnym powietrzu, o żywym usposobieniu. Trudny do ułożenia; obecnie rzadko wykorzystywany w myślistwie, za to popularny na wystawach psów. Dzieci w domu toleruje, często natomiast dąży do dominacji nad innymi domowymi zwierzętami. Wymaga zabaw ruchowych dla „upustu” energii, lecz nie powinien być spuszczany ze smyczy na otwartym terenie (dobrym rozwiązaniem jest coursing).

## Zdrowie i pielęgnacja
Długa szata wymaga starannej pielęgnacji – strzyżenia i mycia; przeciętnie czesanie szaty zajmuje godzinę dwa razy w tygodniu; szczególnej uwagi wymagają uszy i ich okolice. Większość chartów afgańskich nie jest do końca posłuszna człowiekowi. Do chorób znamiennych dla rasy zaliczyć można alergie i raka. Jak większość chartów, wrażliwe są na anestetyki. Występują też tendencje do problemów z oczami (zaćma, przejściowe zmatowienie rogówki) i dysplazji stawu biodrowego. Średnia długość życia: 12 do 14 lat.

## Konotacje w kulturze

### Filatelistyka
Poczta Polska wyemitowała 3 lutego 1969 r. znaczek pocztowy przedstawiający głowę charta afgańskiego o nominale 60 gr, w serii Rasy psów. Druk w technice offsetowej na papierze kredowym. Autorem projektu znaczka był Janusz Grabiański. Znaczek pozostawał w obiegu do 31 grudnia 1994 r.